# Mezinárodní centrum klinického výzkumu
Mezinárodní centrum klinického výzkumu (International Clinical Research Center) Fakultní nemocnice u sv. Anny v Brně (FNUSA-ICRC) je vědecko-výzkumné centrum nové generace zaměřující se na hledání nových metod, technologií a léčiv pro prevenci, diagnostiku a léčbu kardiovaskulárních a neurologických onemocnění a poruch, jako jsou selhání srdce, koronární syndromy, hypertenze, srdeční arytmie, spánková apnoe, cévní mozková příhoda či demence a Alzheimerova choroba. Taková onemocnění se řadí mezi nejrozšířenější onemocnění a příčiny úmrtí v moderní společnosti.
Centrum sídlící v Brně v České republice a je budováno na základech úspěšné spolupráce s řadou zahraničních (jako např. Mayo Clinic, University College London, University of Minnesota) a českých (jako např. Akademie věd České republiky, Masarykova univerzita, Vysoké učení technické v Brně) akademických institucí a průmyslových společností. V současnosti zde pracuje více než 400 zaměstnanců, z toho přibližně 350 expertů působí v 31 výzkumných týmech. Centrum je nedílnou součástí Fakultní nemocnice u sv. Anny v Brně (FNUSA).

## Historie
2001      První kontakt s Mayo Clinic
2002      První koncept FNUSA-ICRC
2006      Vláda ČR přijímá usnesení o vybudování FNUSA-ICRC (usnesení č. 239 ze dne 8. března 2006)
2009      Přihláška o grant ze Strukturálních fondů EU – OP VaVpI
2009      Přihláška o dotaci z prostředků Ministerstva zdravotnictví
2010      Zahájení výstavby budov B1 a C1 pro FNUSA-ICRC a 3 kliniky fakultní nemocnice
2011      Rozhodnutí o udělení grantu OP VaVpI na vybudování FNUSA-ICRC
2011      Zahájení budování FNUSA-ICRC, zahájení výzkumu
2012      Zprovoznění budov B1, C2 pro FNUSA-ICRC a 3 kliniky fakultní nemocnice
2012      Mezinárodní výběrové řízení na pozici Chair FNUSA-ICRC
2013      Nástup nového vedení FNUSA-ICRC. Novým šéfem FNUSA-ICRC se stal Gorazd B. Stokin, M.D., MSc., Ph.D. Světoznámý slovinský neurolog vyhrál výběrové řízení na základě doporučení nezávislé mezinárodní výběrové komise (Search Committe)
2014      Evaluace FNUSA-ICRC mezinárodním hodnoticím panelem MŠMT
2014      Evaluace výzkumných aktivit a výsledků FNUSA-ICRC Mezinárodním vědeckým sborem
2015      Restrukturalizace výzkumných týmů
2015      Získán první patent FNUSA-ICRC: společný patent s Masarykovou univerzitou na látku s potenciálním využitím jako léčivo na rakovinu prostaty
2015      Přihláška o financování z Národního programu udržitelnosti
2015      Udělení grantu z Národního programu udržitelnosti ve výši 1 miliardy Kč
2015      Ukončení fáze OP VaVpI – 100% cílů projektu VaVpI splněno
2016      Zahájení financování z Národního programu udržitelnosti
2016      Získán grant ve výši 177 mil. Kč ze Strukturálních fondů EU na mapování molekulární podstaty procesů stárnutí
2017      Prof. Damborský, jeden z vedoucích výzkumných týmů, získal cenu Česká hlava – Invence/ cena společnosti Kapsch za výzkum v oblasti proteinů
2018      Získán grant ve výši 700 mil. Kč ze Strukturálních fondů EU na výzkum stárnutí  
2018      Získán druhý patent FNUSA-ICRC: společný americký patent s Ústavem přístrojové techniky Akademie věd ČR a firmou M&I s.r.o. na nový diagnostický přístroj  - vysokofrekvenční EKG pro kardiologii

## Výzkum
Výzkum je založen na spolupráci odborníků v rámci mezinárodních multioborových týmů. FNUSA-ICRC má 30 výzkumných týmů a 400 pracovníků. Část výzkumníků působí současně jako lékaři ve Fakultní nemocnici u sv. Anny v Brně, jiní působí současně na Lékařské fakultě nebo Přírodovědecké fakultě Masarykovy univerzity.
Klinický výzkum je primárně zaměřen na vývoj nových technologií, metod, postupů a léků umožňujících efektivní prevenci, časnou diagnostiku a individualizovanou léčbu vybraných onemocnění a poruch. Translační výzkum převádí základní mechanismy rozvoje onemocnění do klinické praxe a naopak. Základní výzkum studuje vlastnosti kmenových buněk a zkoumá klíčové procesy pro selektivní manipulaci kmenových buněk pro případné použití v moderní medicíně. Servisní laboratoře jsou pokročilé laboratoře pro experimentální medicínu a translační výzkum.

### Klinický výzkum
- Klinická kardiologie
  - Akutní koronární syndromy
  - Intervenční srdeční elektrofyziologie
  - Spánková medicína
- Klinická neurologie
  - Cerebrovaskulární onemocnění
  - Kognitivní poruchy a demence
- Onkologický výzkum
  - Translační výzkum v dětské onkologii
  - Laboratorní translační výzkum v dětské onkologii
- Multidisciplinární výzkum
  - Kardiovize Brno 2030
- Výzkumný inkubátor
  - Kardiovaskulární magnetická rezonance
  - Nukleární kardiologie
  - Výzkum intenzivní péče

### Translační výzkum
- Kardiovaskulární systém - mechanobiologie
- Buněčná a molekulární imunoregulace
- Epigenetika, metabolismus a stárnutí
- Neurovědy a stárnutí v translační medicíně
- Molekulární kontrola buněčné signalizace

### Základní výzkum
- Medicinální chemie
- Proteinové inženýrství
- Genomová integrita
- Regenerace buněk a tkání
- Plasticita nádorových buněk
- Zánětlivá onemocnění
- Kmenové buňky a modelování chorob
- Buněčná signalizace

### Servisní laboratoře
- Animální centrum
- Biostatistika
- Hmotnostní spektrometrie
- Klinicko-farmakologická jednotka
- Klinické studie
- Centrum buněčného a tkáňového inženýrství
- Biomedicínské inženýrství

## Infrastruktura pro výzkum
V letech 2011–2015 FNUSA-ICRC nakoupilo prostřednictvím grantům ze zdrojů EU a ČR zhruba 1200 nových přístrojů v celkové hodnotě více než 1,2 miliardy CZK. Významná část přístrojů je používána kromě výzkumu také pro klinickou praxi, v souladu s platnou legislativou a podmínkami grantů, ze kterých byly tyto přístroje pořízeny.
FNUSA-ICRC se zapojilo do několika národních a evropských výzkumných sítí, např. CZECRIN/ECRIN (národní a evropská síť pro akademické klinické studie), ELIXIR (síť pro výměnu dat v přírodních vědách), Evropské databáze spánkové medicíny nebo EATRIS (síť pro výzkum v translační medicíně). Centrum je zapojeno do 14 mezinárodních projektů financovaných z evropského programu Horizon 2020

## Výsledky výzkumu
Výzkumné aktivity FNUSA-ICRC začaly v polovině roku 2011 a do konce roku 2018 přinesly například tyto výsledky:
- téměř 1700 vědeckých publikací, většinou v renomovaných mezinárodních vědeckých časopisech
- dva udělené patenty a 3 další přihlášky v patentovém řízení
- 7 průmyslových nebo užitných vzorů na nové medicínské přístroje a nástroje zaregistrovaných Úřadem průmyslového vlastnictví ČR
- 11 prototypů nových diagnostických přístrojů
- 6 softwarových programů pro výzkum nebo klinickou praxi
- 15 mezinárodních vědeckých ocenění typu Young Investigator Award, the Best Innovation Award, Danubius Young Scientist Award nebo Novartis Discovery Award
- ocenění Cena Kapsch Česká hlava pro vedoucího jednoho z výzkumných týmů

## Mezinárodní tým
FNUSA-ICRC přilákalo do Brna výzkumné pracovníky a studenty z 35 zemí, například Argentiny, Brazílie, Itálie, Mexika, Německa, Portugalska, Polska, Rakouska, Slovenska, Slovinska a Velké Británie s cílem vybudovat mezinárodní výzkumné týmy. V rámci centra bylo dosud realizováno několik mezinárodních školicích projektů pro lékaře, vědce, studenty a zdravotnický personál. Ty zahrnují krátkodobé i dlouhodobé studijní pobyty na prestižních zahraničních pracovištích a návštěvy zahraničních specialistů v Brně, při kterých zúčastnění sdílí své zkušenosti a podílejí se na výzkumných projektech. Zahraniční studenti medicíny, biologie a biomedicínského inženýrství přijíždějí do Brna na studijní pobyty ve FNUSA-ICRC.

## Přínosy centra
Založení a existence FNUSA-ICRC přinesly společnosti v Brně, České republice a celému světu tyto výhody:
- Výstavba tří nových budov umožnila nemocnici sv. Anny přemístit několik klinických oddělení do moderních prostor.
- Některé diagnostických a terapeutických přístrojů zakoupených pro výzkum jsou částečně využívány i pro klinickou péči (v souladu s národními a evropskými předpisy).
- Téměř každý zaměstnanec centra měl příležitost strávit nějakou dobu v zahraničních výzkumných institucích a přinést nové know-how a zkušenosti zpět do Brna.
- FNUSA-ICRC každý rok navštíví několik desítek zahraničních odborníků, kteří sdílejí své znalosti s pracovníky centra i studenty brněnských univerzit a pracovníky jiných výzkumných center.
- Desítky veřejných přednášek, seminářů a workshop centra jsou přístupné vědcům a lékařům z jiných výzkumných center a nemocnic, stejně jako studentům.
- Výzkumní pracovníci FNUSA-ICRC přispívají k výzkumným a vývojovým aktivitám mnoha průmyslových podniků.
- Pacienti Fakultní nemocnice sv. Anny a několika spolupracujících nemocnic mají možnost se účastnit na klinických zkouškách nových léčiv a zdravotnických prostředků, které ještě nejsou na trhu.
- FNUSA-ICRC spolupracuje s mnoha předními akademickými výzkumnými institucemi a společnostmi z oblasti špičkových technologií z celého světa, a pomáhá tak budovat pozitivní obraz Brna a České republiky v zahraničí.

## Akademičtí partneři
FNUSA-ICRC spolupracuje s řadou významných zahraničních institucí jako například Mayo Clinic (USA), University of California San Diego (USA), Karolinska Institutet and Lund University (obě Švédsko), University of Calgary (Kanada), University of South Florida (USA) a další. Do spolupráce jsou zapojeny také další významné české instituce jako například Masarykova univerzita, Vysoké učení technické v Brně, Veterinární a farmaceutická univerzita v Brně, Biofyzikální ústav a Ústav přístrojové techniky Akademie věd České republiky.
Nejdůležitější je spolupráce s americkou Mayo Clinic, jejíž pracovníci se podíleli již na vypracování konceptu FNUSA-ICRC v letech 2001–6. Specialisté Mayo Clinic působí jako mentoři několika výzkumných týmů FNUSA-ICRC a dosud bylo publikováno více než 170 společných článků v zahraničních vědeckých časopisech a podány 2 společné přihlášky o americký patent.

## Spolupráce s průmyslem
Spolupráce se zástupci  průmyslové sféry, mezi které patří především farmaceutické společnosti, smluvní výzkumné organizace či výrobci zdravotnických technologií, probíhá v několika formách.  FNUSA-ICRC provádí klinické zkoušky nových léčiv a klinická hodnocení zdravotnických přístrojů. Je preferovaným partnerem, tzv. Prime Site, největšího zprostředkovatele klinických zkoušek na světě, americké firmy IQVIA. Dále FNUSA-ICRC provádí výzkum na zakázku jak pro velké nadnárodní společnosti, tak pro malé místní firmy. Objem realizovaného smluvního výzkumu se každý rok zvyšuje o téměř 100%. FNUSA-ICRC má též společné výzkumné granty s průmyslovými partnery z CR i zahraničí. Připravována je také komercializace prvních výsledků výzkumu FNUSA-ICRC.

## Financování centra
1. etapa 2011–2015:
Na projekt vybudování FNUSA-ICRC získala Fakultní nemocnice u sv. Anny grant ze Strukturálních fondů Evropské unie, z operačního program Výzkum a vývoj pro inovace, ve výši 2,3 mld. Kč. Tento grant byl doplněn dotací ze státního rozpočtu, kapitoly Ministerstva zdravotnictví ČR, na výstavbu budov pro FNUSA-ICRC, 3 kliniky fakultní nemocnice, lékařskou knihovnu a další prostory. Fakultní nemocnice také do výstavby vložila vlastní prostředky ve výši více než 600 mil. Kč. V období 2011-2015 FNUSA-ICRC získalo doplňkové granty na výzkum, vzdělávání, a mezinárodní spolupráci v celkové výši 910 mil. Kč.
2. etapa 2016–2020
V letech 2016-2020 jsou náklady na provoz centra pokrývány z 57 % ze státního rozpočtu ČR, z kapitoly Ministerstva školství ČR, z Národního programu udržitelnosti. Zřízením tohoto fondu podmínila Evropská unie udělení grantů ze Strukturálních fondů EU v předchozí etapě. Zbývajících 43 % nákladů na provoz a prostředky na rozvoj centra si musí centrum zajistit samo z jiných zdrojů. Dosud získáno více než 80 nových grantů a 30 projektů od průmyslových partnerů. Doplňkový příjem ve výši nejméně 43 % z celkového rozpočtu se tak daří zajistit. Fakultní nemocnice u sv. Anny dokrývá náklady které není možné pokrýt ze žádného grantového zdroje, ve výši 1–2 % ročně. Některé ze získaných grantů poběží až do roku 2022 nebo 2023 – část financování pro období po roce 2020 je tak již nyní zajištěna.

## Klinická péče
FNUSA-ICRC se snaží vytvářet harmonické prostředí, kde je vztah pacienta a zdravotníka založen na individuálním přístupu, vzájemné důvěře a úctě, respektující etické i morální principy a hodnoty. Mezinárodní spolupráce současně otevírá možnosti pro využívání nejnovějších metod léčby.

## Společenská role
FNUSA-ICRC veřejnosti prezentuje odborné i popularizační aktivity. Centrum se pravidelně otevírá návštěvníkům při noci vědců, studentům při aktivitách Akademie ICRC a široké veřejnosti během festivalu architektury Open House Brno.